# Pran Cola
Pran Cola is een colamerk uit Bangladesh dat sinds 6 augustus 2003 wordt geproduceerd door de Pran-RFL Group. Tot aan de introductie van deze cola hield het bedrijf zich voornamelijk bezig met de verkoop van vruchtensappen; tegenwoordig maakt Pran ook verschillende frisdranken zoals sinas en "9Up" (een imitatie-7Up).
Pran Cola wordt volledig gemaakt van lokaal geproduceerde ingrediënten en heeft geen enkele band met grote, internationale bedrijven of merken. De cola is verkrijgbaar in glazen flessen met een inhoud van 250 ml, en daarnaast in petflessen.
De Pran-RFL Group heeft plannen om Pran Cola ook te gaan exporteren naar het noordoosten van India, waar de eerder al bekende producten van Pran een belangrijk marktaandeel hebben.